# 布袋駅
布袋駅（ほていえき）は、愛知県江南市布袋町にある、名古屋鉄道犬山線の駅である。駅番号はIY09。
2023年（令和5年）9月現在、平日朝に当駅始発の上り普通列車が1本、土休日には2本設定されている。

## 歴史

### 駅高架化計画
布袋地区を対象とした、江南市の「都市再生整備計画」の関連事業として、当駅と、その前後1.4kmの名鉄犬山線線路が高架化された。開始は2004年度（平成16年度）、2009年（平成21年）10月より着工し、完成は上り線が2016年度（平成28年度）、下り線が2019年度（平成31年度）とされている。2010年（平成22年）2月6日より旧駅舎西側に建てられた仮駅舎の供用を開始し、旧駅舎の使用は前日の2月5日に終了した。
2017年（平成29年）6月10日、かねてから着手していた高架化事業の進捗により、同日から上り線を高架化。下り線は、2020年（令和2年）5月30日に完成した。愛知県建設部方針2020によれば、下り線の高架化は2019年度の予定となっていた。が、新型コロナウイルスの影響で幾分遅れた。上下線全ての高架化が完了して、国道155号（一宮小牧バイパス・北尾張中央道）を含む6ヶ所の踏切が解消された。また従来は駅西側（布袋町市街地側）しか出入りできなかったのが、駅東側（尾北高校・布袋中学側）からも利用できるようになった。駅北側に存在した制限85km/hの曲線は仮線で95km/hに、高架化された上り線は制限110km/h（犬山線の最高速）に緩和され、線形改良も同時に行われている。引き続き下り待避線外側（布袋町市街地側）に回送電車留置用線路の建設が行なわれており、またこの付近の155号線の上下各2車線化の工事も行なわれる予定で、布袋駅を小牧市西部～大口町南部～一宮市東部の最寄り駅として利用しやすくする予定である。

### 年表

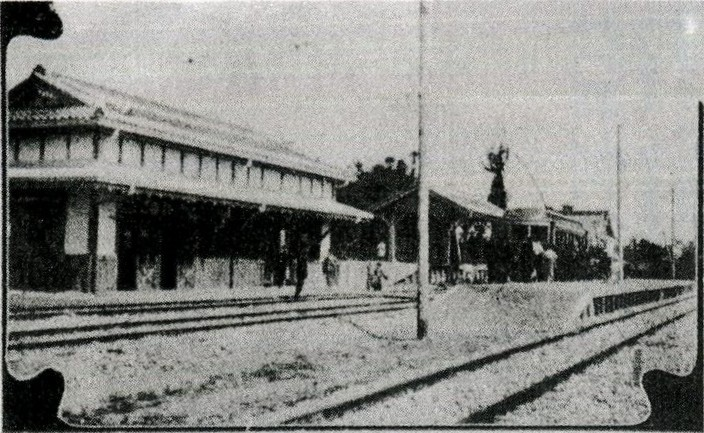
開業直後の構内から見た駅舎

- 1912年（大正元年）8月6日 - 開業。
- 1970年（昭和45年）4月1日 - 福玉精麦専用線（0.1km）廃止[5]。
- 1983年（昭和58年）度 - 貨物営業廃止[6]。
- 1987年（昭和62年）5月 - 自動改札機設置[7]。
- 1996年（平成8年） - 4番線ホーム延伸（6両→8両）。それまでは、名古屋方面に向かう急行で8両編成の列車が特急待避を行う場合、犬山寄りの2両はドアカットを実施していた。
- 2004年（平成16年）2月15日 - SFパノラマカード・ユリカが使用可能となる。
- 2009年（平成21年）10月 - 高架化工事着工。
- 2010年（平成22年）2月6日 - 仮駅舎での営業を開始。この際に名鉄の駅では初めてフルカラーLED方式の発車標を採用した。
- 2011年（平成23年）2月11日 - ICカード乗車券「manaca」供用開始。
- 2012年（平成24年）
  - 2月29日 - トランパス供用終了。
  - 10月27日 - 下り1・2番線を仮設ホームに移転[8]。
- 2013年（平成25年）10月27日 - 上り3・4番線を仮設ホームに移転[9]。当初は10月26日に移転する予定だったが、台風27号の影響により延期となった。
- 2017年（平成29年）6月10日 - 上り線を高架ホームに切り替え[10]。
- 2020年（令和2年）5月30日 - 下り線を高架ホームに切り替え[3]。当駅付近の高架化が完了。上下両方向への折り返しも可能となる。同日以後も引き続き列車留置用線路の建設が継続されている。
- 2022年（令和4年）3月 - 列車留置用線路の建設が完了[11]。
- 2023年（令和5年）3月25日 - 特殊勤務駅となり、土休日のみ終日無人化[12]。

## 駅構造

### 高架駅時代（2020年5月-）
8両編成対応の島式2面4線を有する。上下両方向への折り返しが可能な構造となっている。下り線ホームの外側に列車留置線を設置する工事が進められ、2022年（令和4年）3月に完成した。
改札口は高架下の1ヶ所で、付近には自動券売機（継続manaca定期乗車券の購入も可能ではあるが、名鉄ミューズカードでの決済は7:00～22:00の間に限られる）と自動精算機（ICカードの積み増し等も可能）を1台ずつ備えている。特殊勤務駅で、窓口営業時間は平日の7:30～12:00と13:00～19:30となっている（土休日は休業）。2023年3月24日までは、土・休日を含め終日窓口が営業していた。
江南市古知野町の江南駅にエスカレーターが無い（ホーム・階段のスペースが狭く、設置困難）ことを長年に渡って問題視していることもあり、当駅の高架化にあたっては設置費用・維持費用ともに全額を市が負担する条件でエスカレーターが設置された。

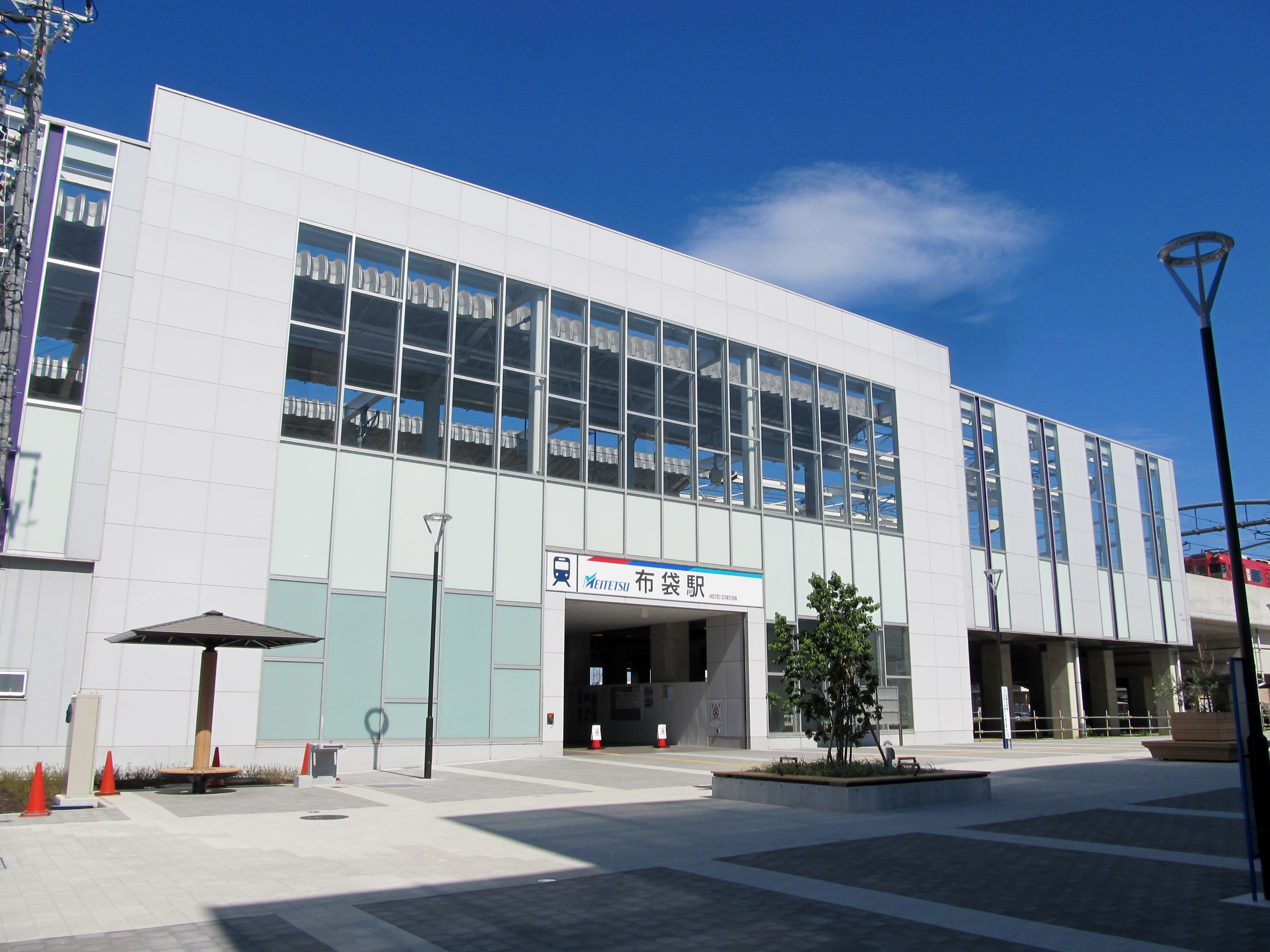
東口（2022年7月）
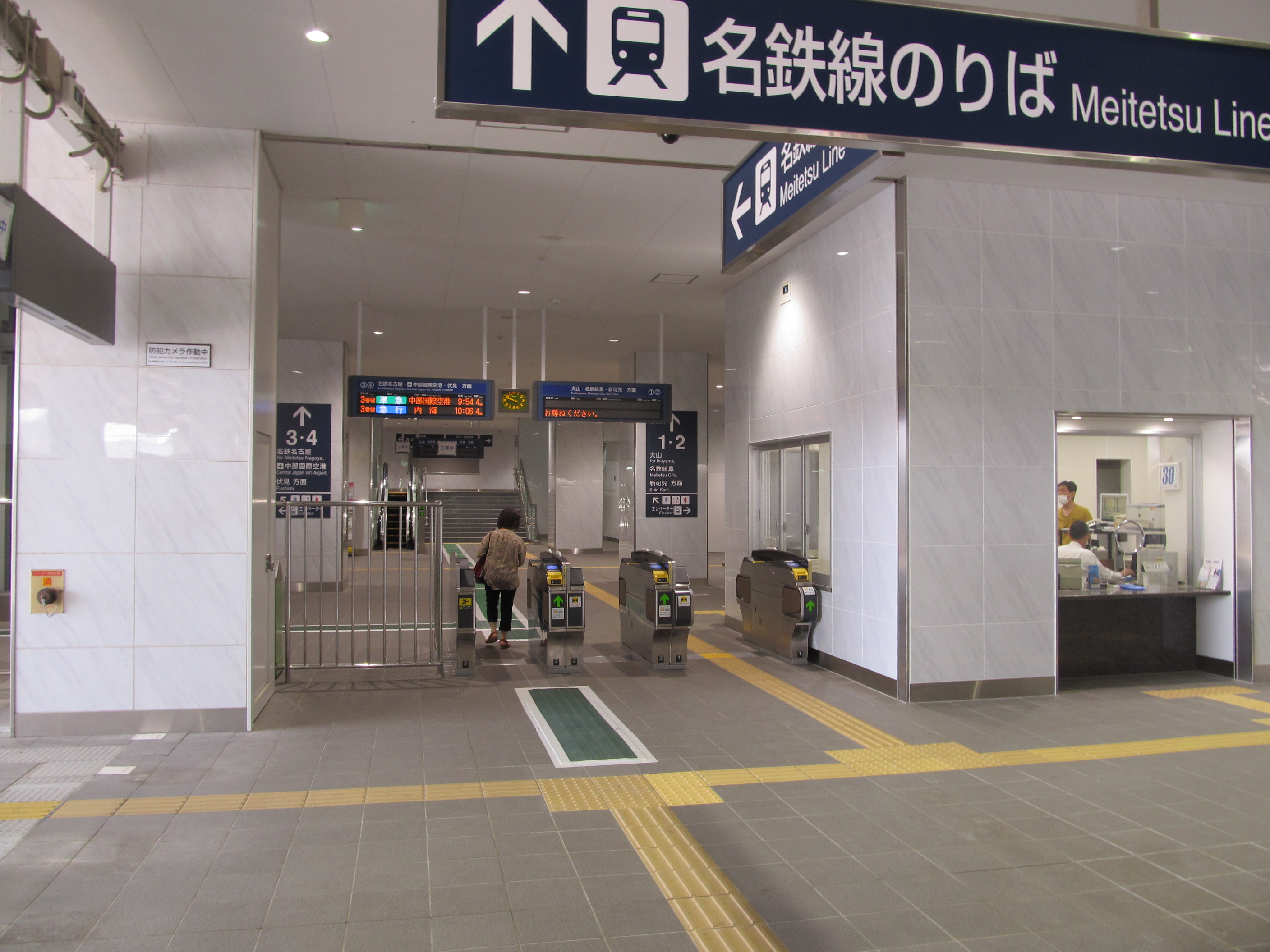
改札口（2020年5月）
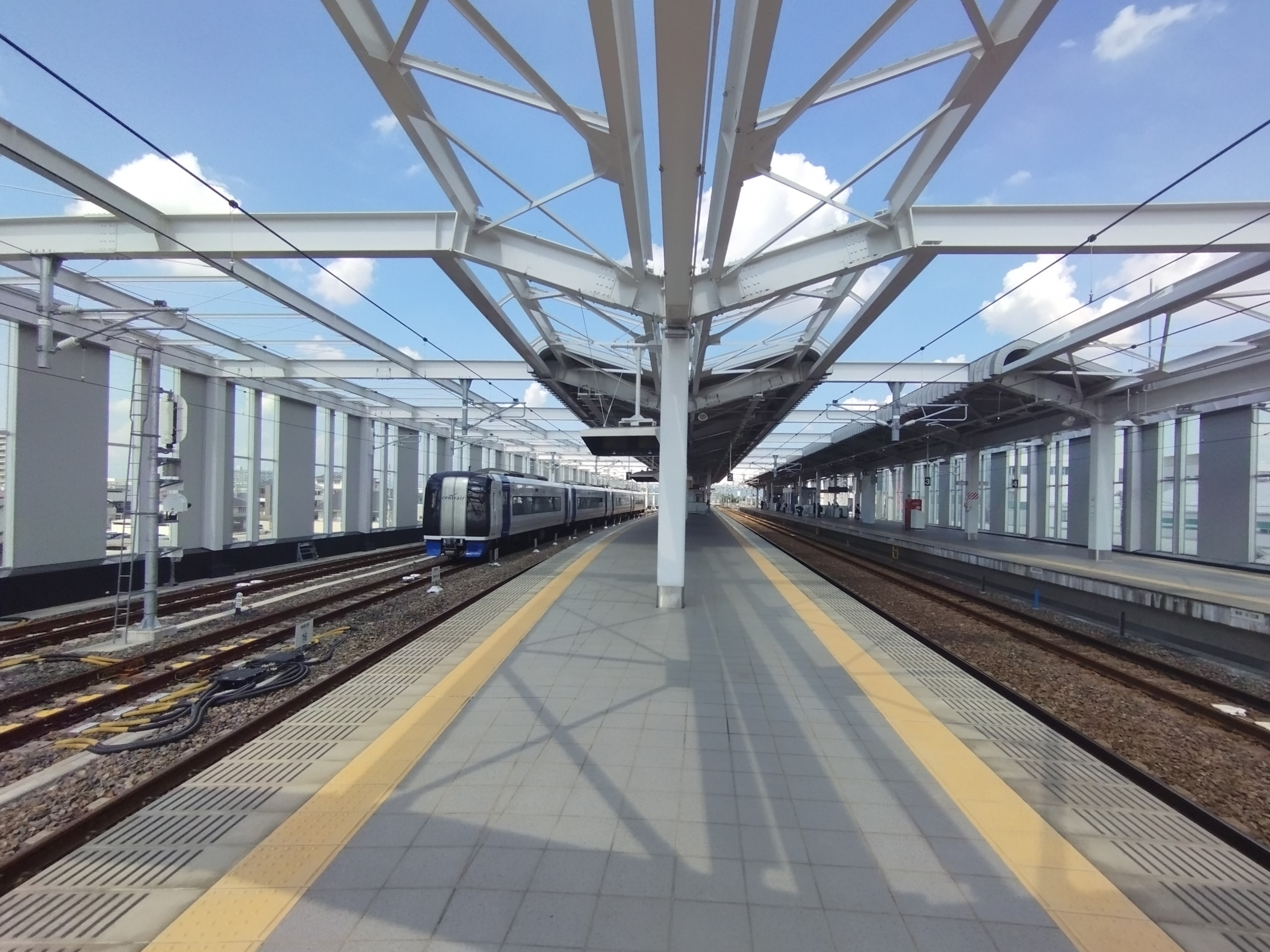
ホーム（2023年9月）
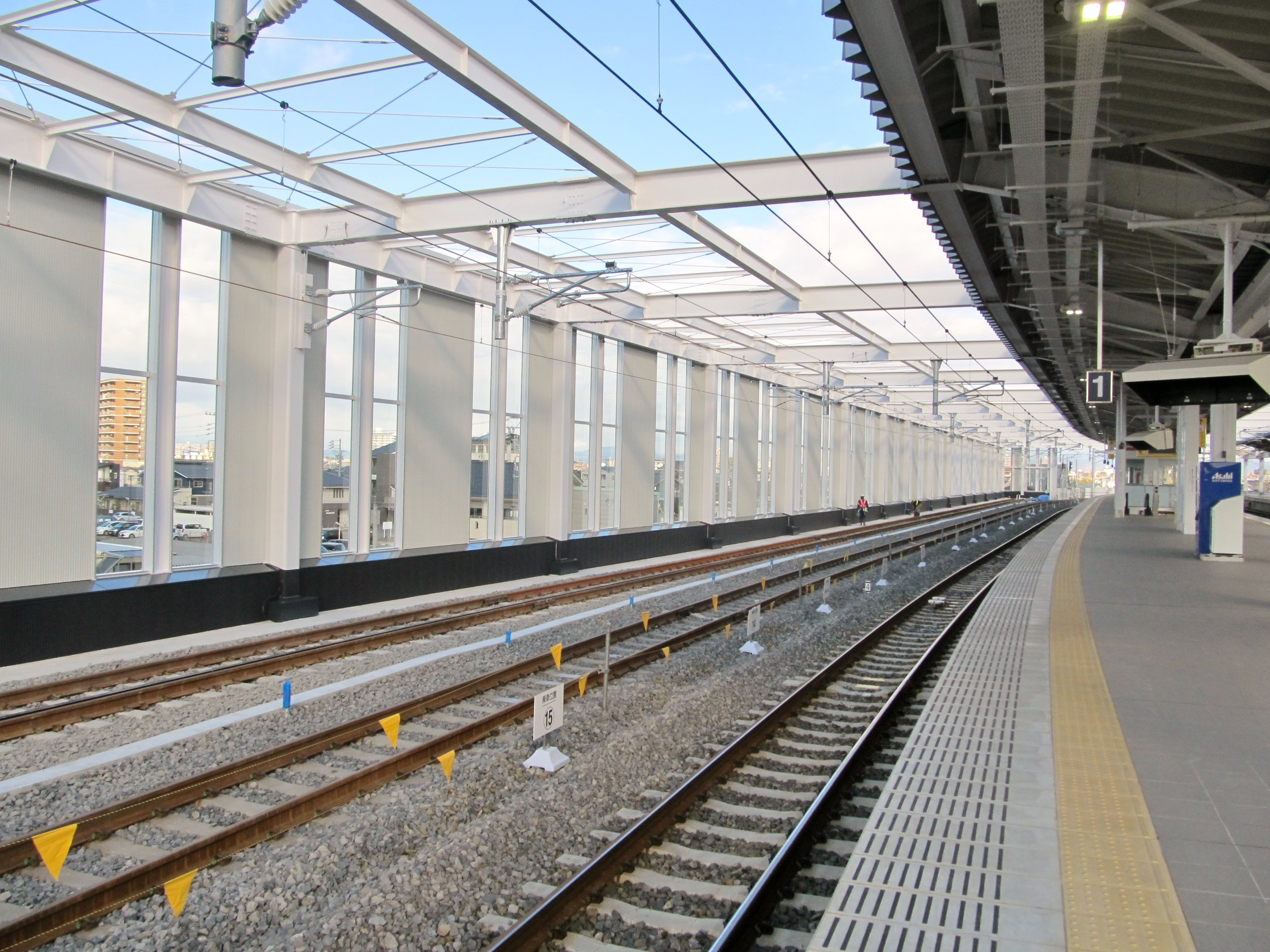
下り線ホーム外側の留置線（2021年12月）
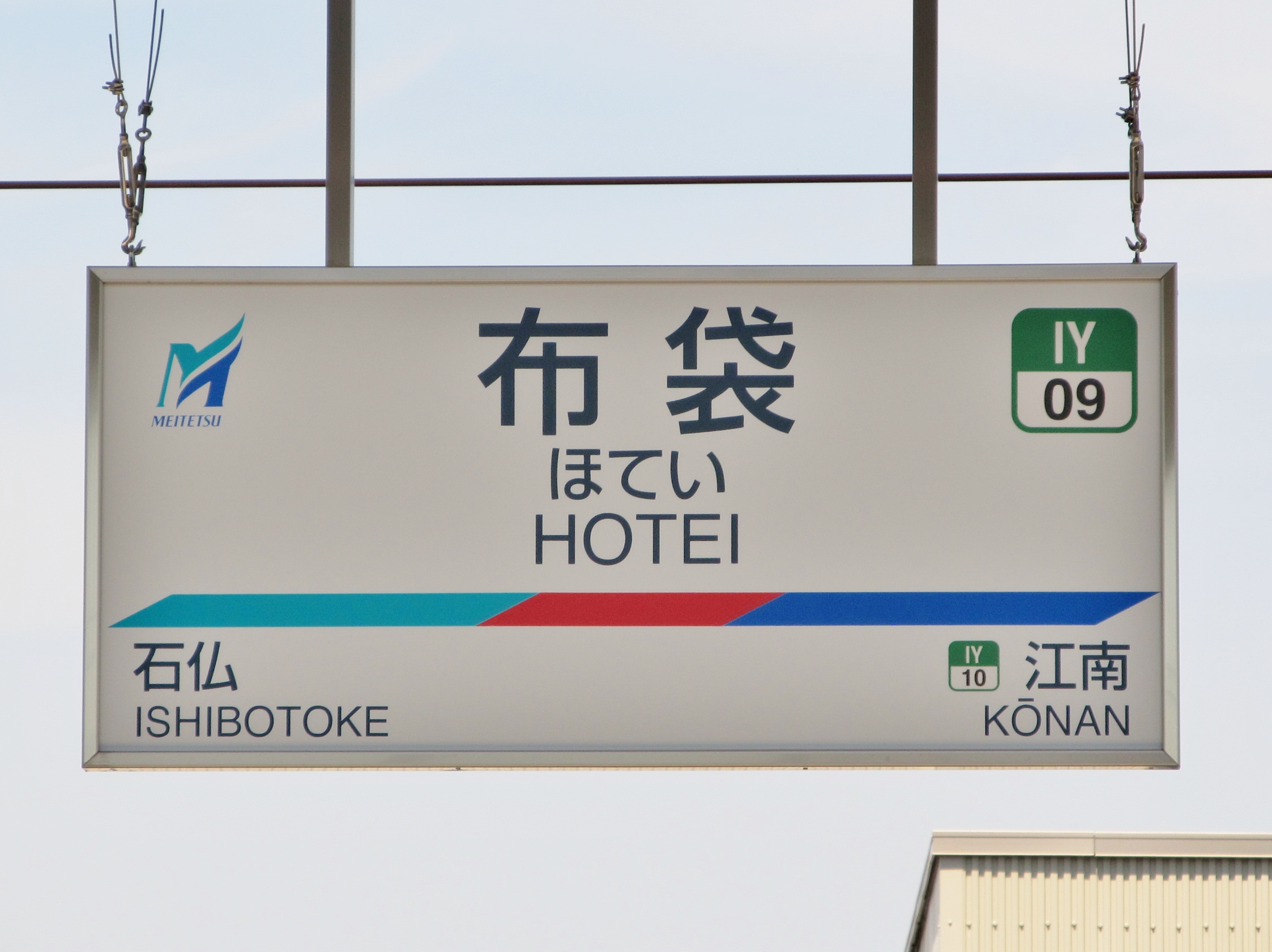
駅名標（2020年5月）

#### のりば
| 番線 | 路線      | 方向 | 行先                 |
| ---- | --------- | ---- | -------------------- |
| 1・2 | IY 犬山線 | 下り | 犬山方面             |
| 3・4 | IY 犬山線 | 上り | 名鉄名古屋・金山方面 |

| ← 上小田井・ 名古屋方面 | 布袋駅 構内配線略図 | → 江南・ 犬山方面 |
| 凡例 出典:              |                     |                   |

### 地上駅時代（-2010年2月）
1番線は6両編成対応、2-4番線は8両編成対応の島式2面4線と側線を有する地上駅。駅舎とホームは構内踏切でつながっている。犬山線内で構内踏切が残っているのは当駅のみである。かつては貨物扱いの拠点駅のひとつであった。
駅舎は名鉄駅で最古となる1912年（大正元年）の開業当初からのもの。外観は大正浪漫を感じさせる擬洋風建築となっており、洋風のハイカラな車寄せと、瓦葺きの屋根という対照が瀟洒な印象を生んでいた。なお、かつては、同線の岩倉、古知野（現在の江南駅）、扶桑などといった駅も同様の駅舎であったが、地下駅舎化や橋上駅舎化などによって次々と取り壊され、最後に残ったのがこの布袋駅であった。車寄せの飾りには名古屋電気鉄道時代の社紋が刻まれている。
布袋地区の有志は駅舎を保存する活動に乗り出し、2007年（平成19年）5月21日のテレビ愛知・速ホゥ!で取り上げられた。2009年（平成21年）11月には、一部保存に向けて住民有志約30名が「布袋駅舎保存会」を設立した。
その後、布袋駅の旧駅舎が地元住民の保存運動が実り、名鉄から市に一部が譲り渡されることが決まった。市が名鉄と交渉し、2010年（平成22年）5月27日に基本合意に至った。旧駅舎の取り壊しは免れなかったが、車寄せや飾り天井など建物の一部や備品類を市が名鉄から譲り受けることとなった。駅舎の備品の取り外しは同年9月下旬ごろ行われ、江南市民まつりで展示された。10月より駅舎解体工事に着手、仮駅舎の工事は下り線ホームが2011年（平成23年）夏に完成した。仮線の工事も進められ、2012年（平成24年）10月27日の始発より下り（犬山方面）が仮線に切り替わった。駅北側にあった桜の木は仮線工事の支障となるため、2012年（平成24年）2月に切り取られた。
| 番線 | 路線     | 方向 | 行先       |
| ---- | -------- | ---- | ---------- |
| 1・2 | ■ 犬山線 | 下り | 犬山方面   |
| 3・4 | ■ 犬山線 | 上り | 名古屋方面 |

ホーム屋根の骨組みや柱は知立駅と同じく古レールを再利用したもので、CARNEGIE 1897（1897年（明治30年） カーネギー鉄鋼：現在のUSスチール）の銘があるものもあった。
下りホーム西側の貨物側線は廃車予定の車両や新造車両の疎開留置に使用される場合もあり、近年では、2008年（平成20年）12月26日（前述のダイヤ改正前日）までのしばらくの間、1700系（1702F）の留置に使用された他、同日からは入れ替わりに同日で運用を離脱した、7000系（7041Fと7043Fの2編成）が数ヶ月間留置されていた。

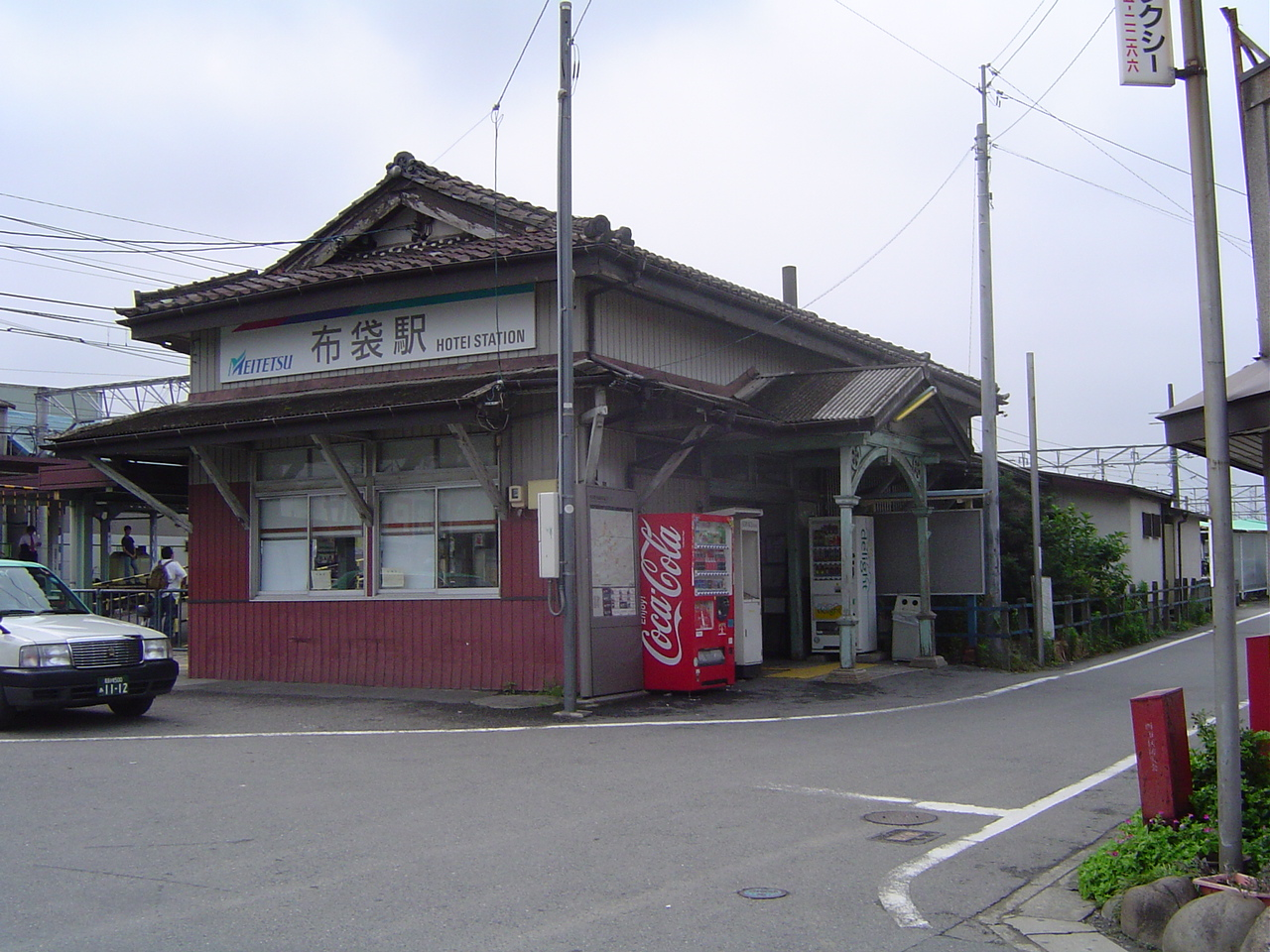
旧駅舎
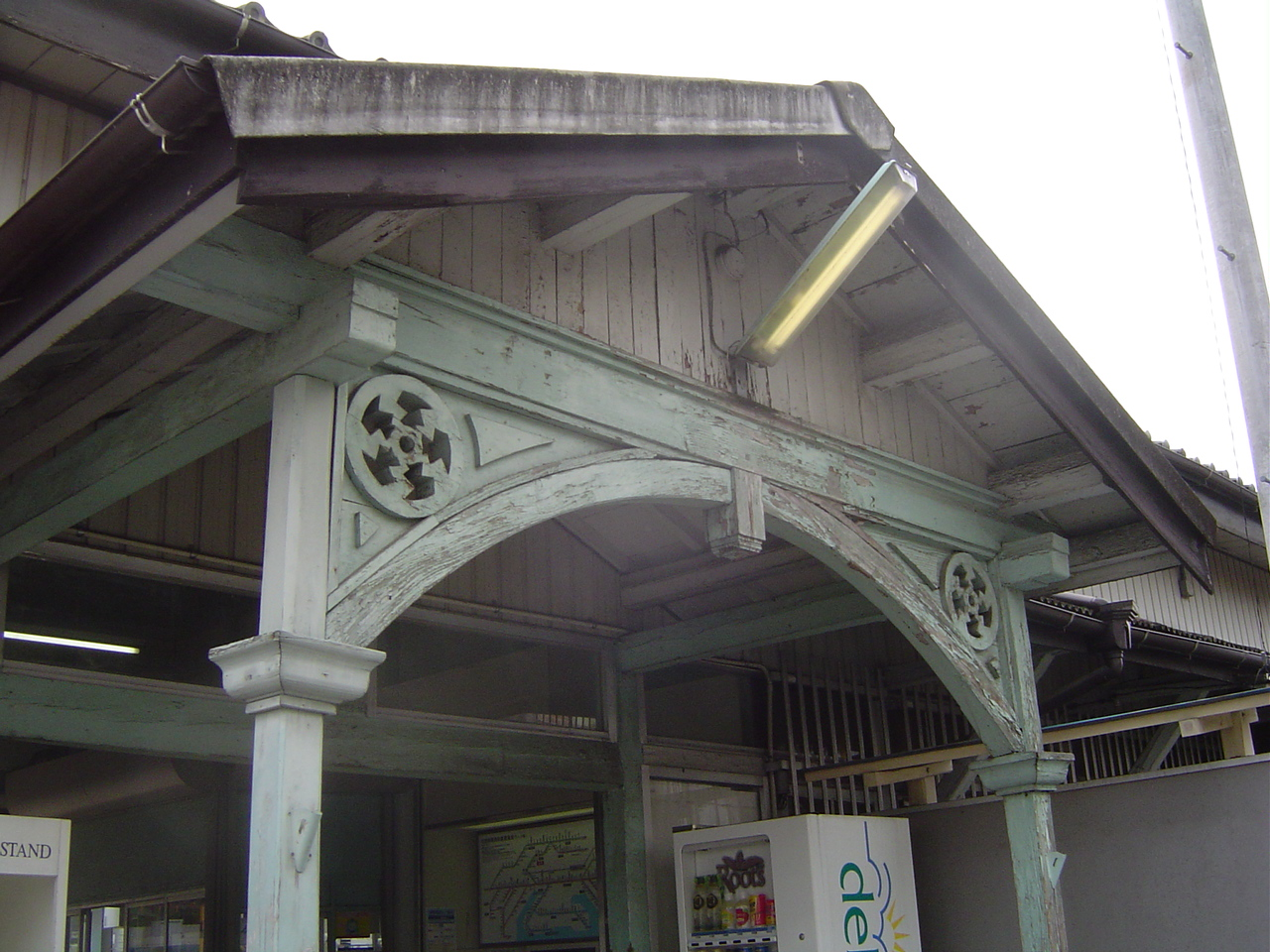
旧駅舎の車寄せに残っていた名古屋電気鉄道時代の社紋
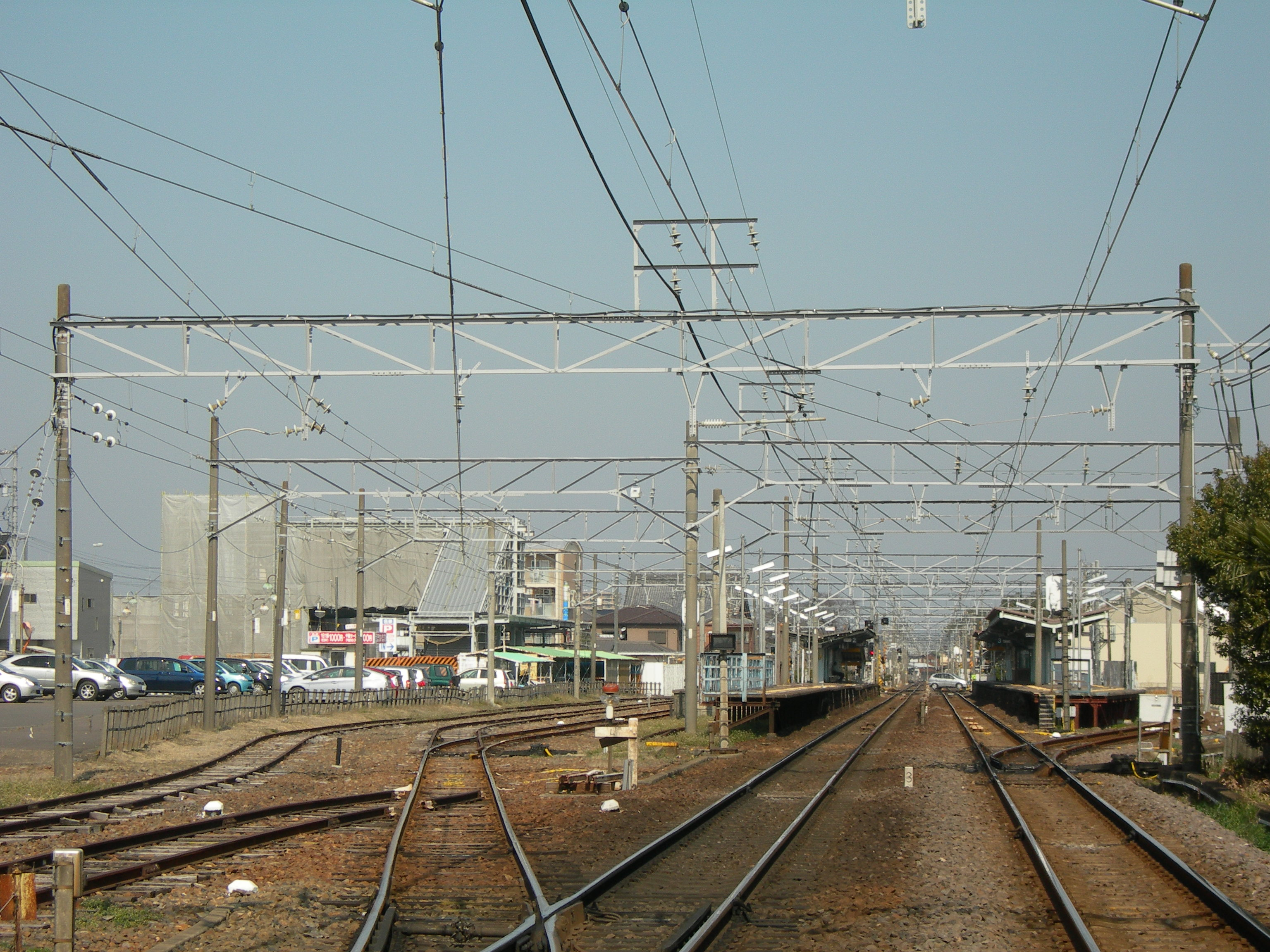
構内
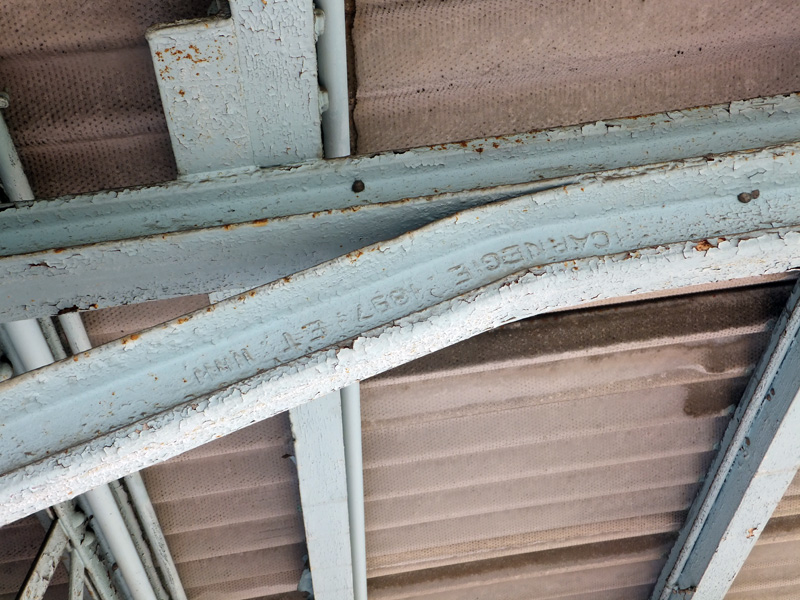
屋根の骨組みに残るCARNEGIE 1897の銘

| ← 上小田井・ 名古屋方面 | 布袋駅（地上駅時代） 構内配線略図 | → 江南・ 犬山方面 |
| 凡例 出典:              |                                   |                   |

### 仮駅時代（2010年2月 - 2020年5月）
8両編成対応の島式2面4線を有する。
改札は仮駅舎の西改札と高架下の東改札の2つあり、仮駅舎と下り線仮ホームは跨線橋で、上り線高架ホームは構内踏切で繋がっている。終日駅員配置駅であるが東改札には有人窓口がなく無人となっている。仮ホーム移行の際、エレベーターが設置され、バリアフリー対応となった。東改札は2017年（平成29年）10月28日より使用開始となった。下り線の高架化完成により東改札は少し移動して上下線共用の一つの改札となり、仮駅舎から有人窓口も移設された。
待避線があり、2008年（平成20年）12月27日のダイヤ改正までは当駅で待避する列車が多数あったが、同改正後は当駅での追い越しは少なくなっている。
| 番線 | 路線      | 方向 | 行先                 | 仮線期間                      |
| ---- | --------- | ---- | -------------------- | ----------------------------- |
| 1・2 | IY 犬山線 | 下り | 犬山方面             | 2012年10月27日～2020年5月29日 |
| 3・4 | IY 犬山線 | 上り | 名鉄名古屋・金山方面 | 2013年10月27日～2017年6月9日  |

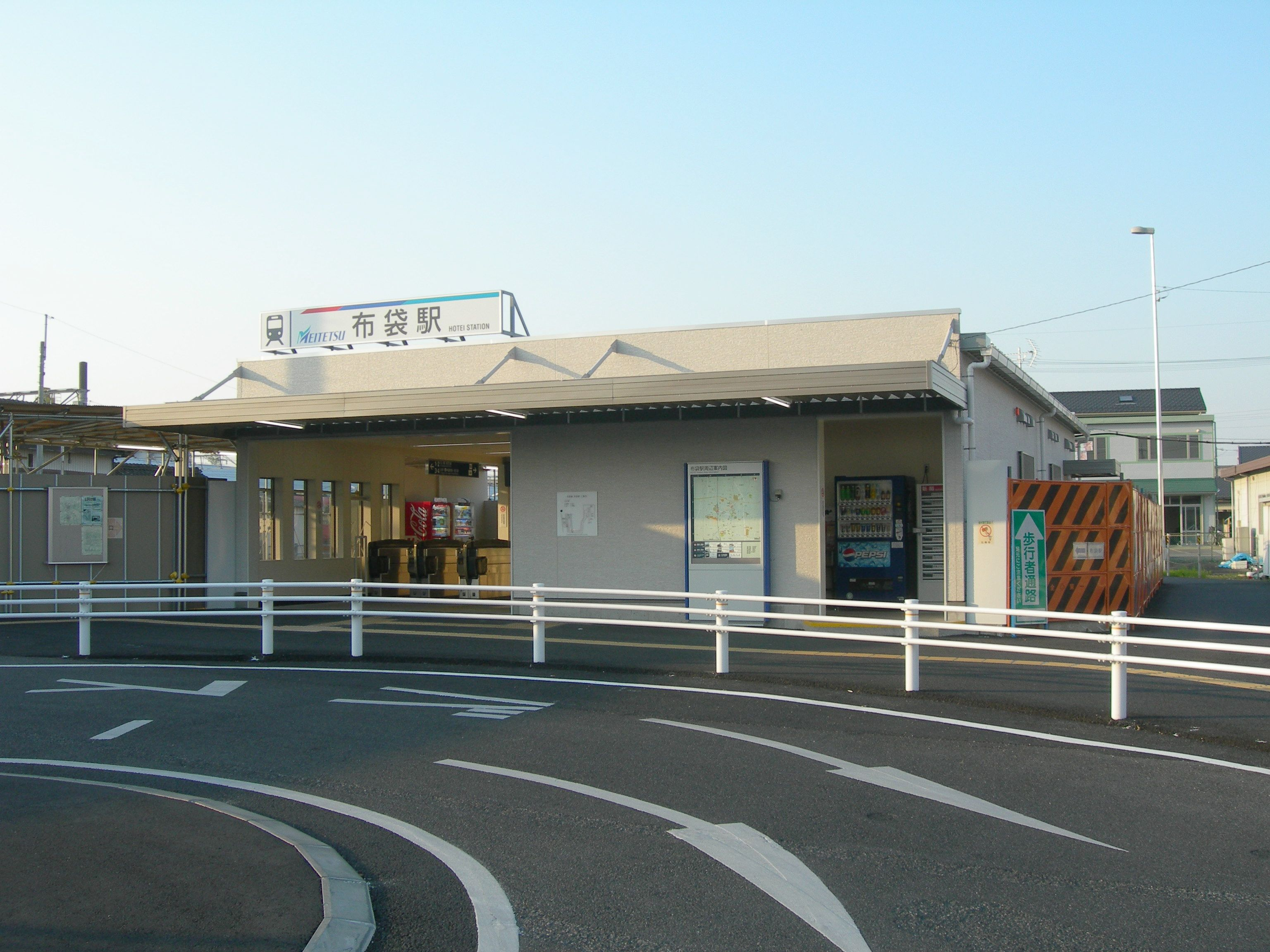
仮駅舎
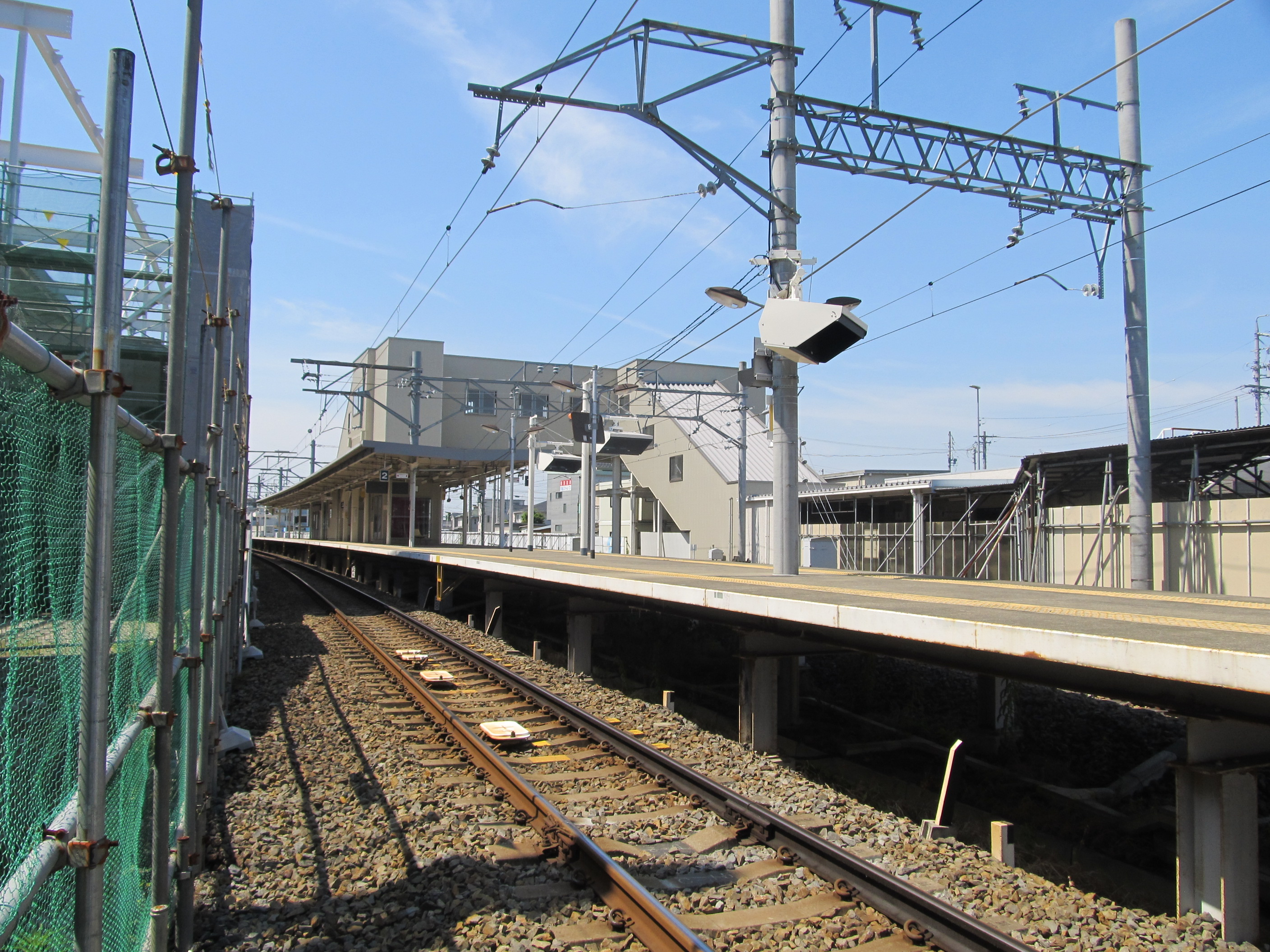
下り仮設ホーム（2020年5月、使用停止後）

## 利用状況
- 『名鉄120年：近20年のあゆみ』によると2013年度当時の1日平均乗降人員は8,251人であり、この値は名鉄全駅（275駅）中48位、犬山線（17駅）中9位であった[19]。
- 『名古屋鉄道百年史』によると1992年度当時の1日平均乗降人員は8,266人であり、この値は岐阜市内線均一運賃区間内各駅（岐阜市内線・田神線・美濃町線徹明町駅 - 琴塚駅間）を除く名鉄全駅（342駅）中52位、 犬山線（17駅）中8位であった[20]。
- 『愛知県統計年鑑』によると2007年度（平成19年度）の1日平均乗車人員（降車客含まず）は4,178人。
- 江南市の統計では以下の通りである。江南市布袋地区（布袋北小学校区の北部（江南駅寄り）を除く）の他、大口町の南部、一宮市の東部からの利用者も有り、駅周辺は駐車場が多い。高架工事により踏切が無くなったこと、エスカレーターが設置されたことで一層の利用者の増加が見込まれる。

| 年度               | 乗車人員（人/日） | 降車人員（人/日） | 乗降人員（人/日） |
| ------------------ | ----------------- | ----------------- | ----------------- |
| 2013年（平成25年） | 4,122             | 4,129             | 8,251             |
| 2014年（平成26年） | 4,079             | 4,090             | 8,169             |
| 2015年（平成27年） | 4,255             | 4,266             | 8,521             |
| 2016年（平成28年） | 4,347             | 4,327             | 8,674             |
| 2017年（平成29年） | 4,459             | 4,452             | 8,911             |
| 2018年（平成30年） | 4,477             | 4,470             | 8,947             |
| 2019年（令和元年） | 4,445             | 4,424             | 8,869             |
| 2020年（令和2年）  | 3,478             | 3,482             | 6,960             |
| 2021年（令和3年）  | 3,664             | 3,665             | 7,329             |

## 駅周辺
駅南の小折地区に、かつて尾張藩の小牧代官所の出張所があり、布袋には市がたって栄えた。明治時代になると、扶桑町、大口町の他現在の江南市（大半）・岩倉市全域・犬山市全域・一宮市東部などにわたる丹羽郡を管轄した役所が設置されるなど、地域の行政の中心地となった。
江南市は丹羽郡布袋町と丹羽郡古知野町（江南駅近隣附近）などが昭和戦後に合併して誕生した市で、江南市役所の本庁舎は江南駅の近隣にある。現在は高架化事業に伴った駅前整備が行われている。

### 主な施設
- 布袋ふれあい会館 - 西口バス乗り場前。館内に江南市役所布袋支所が同居。
- 布袋の大仏（御嶽薬師尊） - 江南駅方面線路沿い西側にあり、電車の車窓からも見える。
- 布袋の大仏 - 木造阿弥陀如来坐像。
- いちい信用金庫 布袋支店 - 西口バス乗り場からすぐ。
- 大口屋（和菓子屋）本店 - 西口バス乗り場の北。
- 丸井合名会社 - 日本酒「楽の世」醸造元。大口屋のそば。
- 山星酒造 - 日本酒醸造元。いちい信金の北。
- ピアゴ 布袋店 - 名草線沿い。
- 江南保健所 - 名草線沿い。ピアゴのすぐ東側。
- 江南警察署 - 布袋の大仏（御嶽薬師尊）のすぐそば。
- 交通児童公園 - 警察署に隣接。
- 県立尾北高校 - 駅北東側、線路に隣接。
- 江南市立布袋中学校 - 尾北高校に隣接。
- 江南市立布袋小学校 - 駅南側。国道155号線沿い。
- 国道155号線（一宮小牧バイパス・北尾張中央道） - 東名高速道路・名神高速道路・中央自動車道の小牧IC及び名古屋高速の小牧北出入り口に直結）駅南側で高架で越える。当駅の高架化は国道との立体交差化を最大目的として施工された。
- 名草線（愛知県道63号名古屋江南線） - 駅最寄りは旧道で、布袋地区西部の中奈良町にバイパスができ、古知野方面からはバイパス利用が多くなった。
- 柳街道（愛知県道157号小口岩倉線） - 駅東の小折地区を南北に通る道路。岩倉市市街地から丹羽郡扶桑町の柏森駅に達する。
- 布袋プラタナス通り（愛知県道174号布袋停車場線） - 名草線旧道から布袋駅に達する、布袋駅前道路。「江南市立布袋北小学校」は、当駅ではなく、江南駅が最寄りとなる。
- ファミリーマート名鉄布袋駅S店

### バス
大口町コミュニティバス
- 南部ルート（毎日運行）[注 2]
  - 堀尾跡1丁目・東海理化・替地・ヨシヅヤ・大口町役場・さくら総合病院経由外坪松山行き
- 南部ルート朝便（平日運行） 
  - 東海理化・替地・サカエ理研・堀尾跡一丁目方面行き
- 南部ルート夕便（平日運行）
  - 堀尾跡一丁目・サカエ理研・替地・リンナイ・東海理化方面行き

名鉄バス
- 江南駅前（西口）、江南厚生病院経由すいとぴあ江南行き（かつて当駅近隣にあった「愛北病院」の廃止（江南厚生病院として移転）に伴い、路線が開設された）、フラワーパーク江南行き（土曜・休日の開園日のみ運行）

## 隣の駅
石仏駅との間に小折口駅があったが、廃止された。
名古屋鉄道
IY 犬山線
□ミュースカイ・□快速特急・■特急
通過
□快速急行・■急行
岩倉駅（IY07） - 布袋駅（IY09） - 江南駅（IY10）
■準急・■普通
石仏駅（IY08） - 布袋駅（IY09） - 江南駅（IY10）